# 導演你有病
《導演你有病》是一部在2024年上映的台灣喜劇。由李幼喬執導、蔣蕙蘭監製，唐從聖、徐愷、馬力歐、撒基努、鄭志偉、陳幼芳等人領銜主演。

## 演員
- 唐從聖飾演 倪志明，電影製作公司老闆，有一個小兒子。
- 徐愷飾演 倪有彬，應徵擔任劇中電影的導演。
- 馬力歐飾演 金董事長，飲料公司董事長，以及劇中電影的投資金主。
- 撒基努飾演 阿忠，電影公司製片。
- 陳幼芳飾演 Julia 金董事長秘書，在劇中電影擔任女主角。
- 林桂華飾演 金董保鑣，每次金董出場前都會喊歡迎金董。
- 鄭志偉飾演 南一/黑道大哥，應徵劇中電影的臨時演員之一。
- 昶瑋  飾演 大哥的小弟，與大哥一起應徵。
- 錢俞安飾演 家豪 電影公司菜鳥編劇
- 林雨葶飾演 阿芳，原本是大體化妝師，應徵劇中演員化妝師。
- 羅宏任飾演 富貴 電影公司資深編劇
- 王自強飾演 麵店老闆
- 王振全飾演 麵店老闆爸爸，在劇中電影飾演將軍
- 陳彥壯飾演 審問室刑警，負責調查導演消失的案件
- 陳俊成飾演 歐吉桑工讀生，發現是血汗公司後隨即離職
- 黃瑀葶飾演 清純妹(導演跟製片在路邊找演員時的路人之一)
- 李莉安飾演 老外女(導演跟製片在路邊找演員時的路人之一)
- 陳繼平飾演 土伯，應徵劇中電影的臨時演員之一，原本劇中是扮成黑衣人。
- 陳慶昇飾演 古宅遊民，導演與製片尋找拍片場景時，在廢墟裡發現的遊民。
- 王暐捷飾演 面試臨演(自稱梁朝偉)/外送小弟/黑衣使者

## 發行
本片於2024年9月6日在台灣上映。